# Charles Kervyn de Lettenhove
Charles Marie Bruno Ghislain Kervyn de Lettenhove, né à Wakken (Belgique) le 29 octobre 1892 et mort à Vladslo (Dixmude) le 15 juillet 1917 , est un lieutenant-pilote qui a combattu au cours de la Première Guerre mondiale et qui a été abattu dans un combat aérien au-dessus de Vladslo.